# Carinjo 9
Carinjo 9 est un étalon bai Holsteiner de saut d'obstacles, né en 2001. Depuis 2012, il évolue sur la scène sportive internationale avec Patrice Delaveau, et appartient à Emmanuele et Armand Perron-Pette du Haras des Coudrettes. Il a concourut sous les drapeaux français et allemand lors d'épreuves de coupe des nations. Il est inscrit sur la Liste JO / JEM. Il devient le cheval de tête de Patrice Delaveau à la suite de la blessure de Lacrimoso 3, et au départ à la retraite d'Ornella Mail et d'Orient express. C'est un cheval de sport moderne, qui allie souplesse et puissance. Il est connu pour avoir beaucoup de sang.

## Histoire
Il naît chez Klaus-Hermann Hollm à Wacken en Allemagne. Sous la selle de l'Allemand Thomas Voss, il évolue régulièrement dans l'équipe nationale notamment pour les épreuves Coupe des Nations. Il est sélectionné en tant que réserviste aux Jeux olympiques de Londres. En 2012, il arrive au Haras des Coudrettes et passe sous la selle de Patrice Delaveau à la suite de l'arrêt momentané d'Orient Express*HDC. Leur choix s'effectue à la suite du CSIO d’Aix-la-Chapelle, mais ils doivent attendre la fin des Jeux olympiques avant de pouvoir l'essayer.   

## Description
Il mesure 1,67 m, et est de robe baie.

## Origines
Carinjo 9*HDC est le fils de Cascavelle, étalon Holsteiner, et de Exquisite par Landgraf I.
| Carinjo 9*HDC | Cascavelle holst | Cantus holst        | Caletto holst   | Cor de la Bryère sf |
| Carinjo 9*HDC | Cascavelle holst | Cantus holst        | Caletto holst   | Deka holst          |
| Carinjo 9*HDC | Cascavelle holst | Cantus holst        | Monoline holst  | Roman holst         |
| Carinjo 9*HDC | Cascavelle holst | Cantus holst        | Monoline holst  | Usa holst           |
| Carinjo 9*HDC | Cascavelle holst | Phaedra holst       | Calando holst   | Cor de la Bryère sf |
| Carinjo 9*HDC | Cascavelle holst | Phaedra holst       | Calando holst   | Furgund holst       |
| Carinjo 9*HDC | Cascavelle holst | Phaedra holst       | Fangelika holst | Consul holst        |
| Carinjo 9*HDC | Cascavelle holst | Phaedra holst       | Fangelika holst | Rinde holst         |
| Carinjo 9*HDC | Exquisite holst  | Landgraf 1 holst    | Ladykiller ps   | Sailing Light ps    |
| Carinjo 9*HDC | Exquisite holst  | Landgraf 1 holst    | Ladykiller ps   | Lone Beech ps       |
| Carinjo 9*HDC | Exquisite holst  | Landgraf 1 holst    | Warthburg holst | Aldato holst        |
| Carinjo 9*HDC | Exquisite holst  | Landgraf 1 holst    | Warthburg holst | Schneenelke holst   |
| Carinjo 9*HDC | Exquisite holst  | Grossfuerstin holst | Ramiro holst    | Raimond holst       |
| Carinjo 9*HDC | Exquisite holst  | Grossfuerstin holst | Ramiro holst    | Valine holst        |
| Carinjo 9*HDC | Exquisite holst  | Grossfuerstin holst | Vineta holst    | Heidekrug holst     |
| Carinjo 9*HDC | Exquisite holst  | Grossfuerstin holst | Vineta holst    | Nina holst          |

## Palmarès
Carinjo 9*HDC évolue sur la scène internationale sous la selle de Patrice Delaveau. Il a remporté 387 199 € au long de sa carrière. Il est 18e du classement mondial des chevaux d'obstacle établi par la WBFSH en octobre 2014.
| 2017                                             | - 2e de la 1,45 m du CSI 5* de Bâle - 3e de la 1,45 m du CSI 4* d'Amsterdam - 3e de la 1,45 m du CSIO 5* d'Abu Dhabi - 3e de la 1,50 m du CSIO 5* d'Abu Dhabi - 1er au prix Hermès 150 du CSI 5* de Paris Saut Hermès - 1er prix de la ville 150 du CSI 5* de Paris Saut Hermès                                                                           |
| 2016                                             | - Vainqueur de la 1,45 m du CSI5* de Bordeaux - 2e de la 1,45 au CSI5* de Paris-Grand Palais |
| 2015                                             | - Vainqueur de la 1,60 m du CSI5*-W d'Oslo - Vainqueur de la 1,55 m du CSI5* de Bruxelles - Vainqueur de la 1,50 m du CSI5* de La Baule - Vainqueur de la 1,50 m du CSI5* de Los Angeles - 3e de la 1,55 m du CSI5* de Londres |
| 2014                                             | - Vainqueur du GP CSI5* de Saint-Tropez - Vainqueur du GP CSI5* de Los Angeles - 3e du GP CSIO5* de La Baule - 3e de la 1,50 m du CSI5* de S'Hertogenbosh - 4e du GP CSI5* de Hong Kong - 5e du GP CSI5* de Madrid - 7e du GP CSI5* de Chantilly - 7e du GP CSI5* de Los Angeles - Sans faute dans la Coupe des Nations de Rotterdam CSIO5*               |
| 2013                                             | - Vainqueur du GP du CSI5* de Chantilly - Vainqueur de la 1,50 m du CSI5* de Chantilly - Vainqueur du GP du CSIO5* de Barcelone - Vainqueur de la 1,55 m du CSI5* de Doha - 2e du GP CSI5* de Lausanne - 4e de la 1,50 m du CSI5*-W d'Helsinki - 6e du GP CSIO5* de Gijon - 6e de la 1,55 m du CSI5* de Bâle                                              |
| 2012 (passage sous la selle de Patrice Delaveau) | - Vainqueur de l'épreuve à 1,50 m au CSI5*-W de Stuttgart - 6e du GP CSIO5* de Gijon - 2e d'une épreuve 1,50 m au CSI5* de Paris |
| 2011                                             | - 4e de l'épreuve Class 4 du CSI2* de Neustadt Dosse - 2e de la 1,50 m du CSI3* d'Arezzo - 2e de la Coupe des Nations à Copenhague CSIO4* - Vainqueur de la Coupe des Nations de Falsterbo CSIO5* - Vainqueur de la Coupe des Nations de Rotterdam CSIO5* - Vainqueur de l'épreuve 1,60 m du CSI4* de Chernyakhovsk - 3e de la 1,60 m du CSI4* de München |
| 2010                                             | - 2e des Sires of the World à Lanaken - 3e de la 1,45 m du CSI2* de Donetsk - Vainqueur de la 1,50 m du CSI3*-W de Donetsk - 3e de la 1,45 m du CSI2* de Spangenberg - 2e de la 1,60 du CSI4* de Donetsk - 3e de la 1,55 du CSI3* de Kiel |
| 2009 (Sous la selle de Thomas Voss)              | - Vainqueur du CSI4* de Kiel - 6e du CSI2* de Redefin - 9e du CSI2* de Redefin |
| 2003                                             | - vainqueur de l'expertise des étalons Holstein à Neumünster |

## Reproduction
Carinjo est un étalon approuvé pour reproduire dans les stud-book su Selle français et du semi-sang arabe. Il est aussi approuvé dans les stud-book Oldenbourg et Hoslteiner. Il est le père des étalons approuvés Carin, Carpino, Cariletto, Chitaro, Coral Beach et Criffindor. Il entre au haras en France en 2013. Il a un statut ostéo-articulaire 5*.
En mars 2017, le premier poulain de l'année pour Carinjo est Hilvanjo*HDC, né d'un transfert d'embryon de Silvana. 